# Burgoberbach
Burgoberbach è un comune tedesco di 3 364 abitanti, situato nel land della Baviera.